# Macaria pinistrobata
Macaria pinistrobata là một loài bướm đêm trong họ Geometridae.